# San Tommaso in Parione
San Tommaso in Parione ou Igreja de São Tomé em Parione é uma das duas igrejas nacionais da Etiópia em Roma, dedicada a São Tomé. Localizada no rione Parione, ela normalmente só abre para o público entre 20 e 28 de setembro.

## História
A igreja tem origens antigas, mas a primeira referência documentada data de 1139, quando o papa Inocêncio II a consagrou. É certo, porém, que se tratava de uma reconsagração depois de uma reconstrução ou ampliação de alguma igreja anterior no local. Em 1449, o papa Nicolau V cedeu a igreja à Companhia de Escriturários e Copistas da Cúria Romana. São Filipe Néri foi ordenado sacerdote nesta igreja em 1551.
A presente igreja é resultado de uma reconstrução em 1582, com base num projeto de Francesco Volterra executado por Mario e Camillo Cerrini. Em 1517, ela foi elevada a igreja titular, um status que perdurou até 1937, quando o papa Pio XI suprimiu o título de São Tomé em Parione por causa do estado de abandono que se encontrava a igreja e o título foi transferido para a Chiesa Nuova. Atualmente servem ali frades cistercienses e as missas são celebradas de acordo com o rito latino e o rito alexandrino (copta), utilizado pela Igreja Católica Etíope.

## Arquitetura
A fachada de tijolos do século XVI foi projetada por Jacopo del Duca e tem dois andares, com o inferior dividido em três seções. Na do meio está a porta principal, coroada por um tímpano triangular, e nas exteriores estão janelas. No andar superior, também divido em três seções, está uma janela central encimada por um tímpano arredondado. Nas seções externas, volutas.

### Interior
O plano da igreja conta com uma nave central ladeada por dois corredores separados por pilastras com capiteis jônicos. A nave está coberta por um teto de telhas, visível, e os corredores, por um forro de gesso. O altar-mor está instalado no fundo da parede da abside e conta com duas colunas de mármore nas laterais encimadas por um tímpano. A peça-de-altar do século XVII é sobre São Tomé. Nas laterais estão pinturas do cardeal Gregorio Barbarigo e São Filipe Néri. 
Na parede esquerda estão afrescos sobre o pontificado de Inocêncio II (1130–1143), incluindo "São Martinho de Tours cortando seu Manto". Além disso, há várias pinturas do século XIX, das quais a mais notável é "Anunciação" de Giuseppe Passeri.

## Galeria

Imagens da igreja
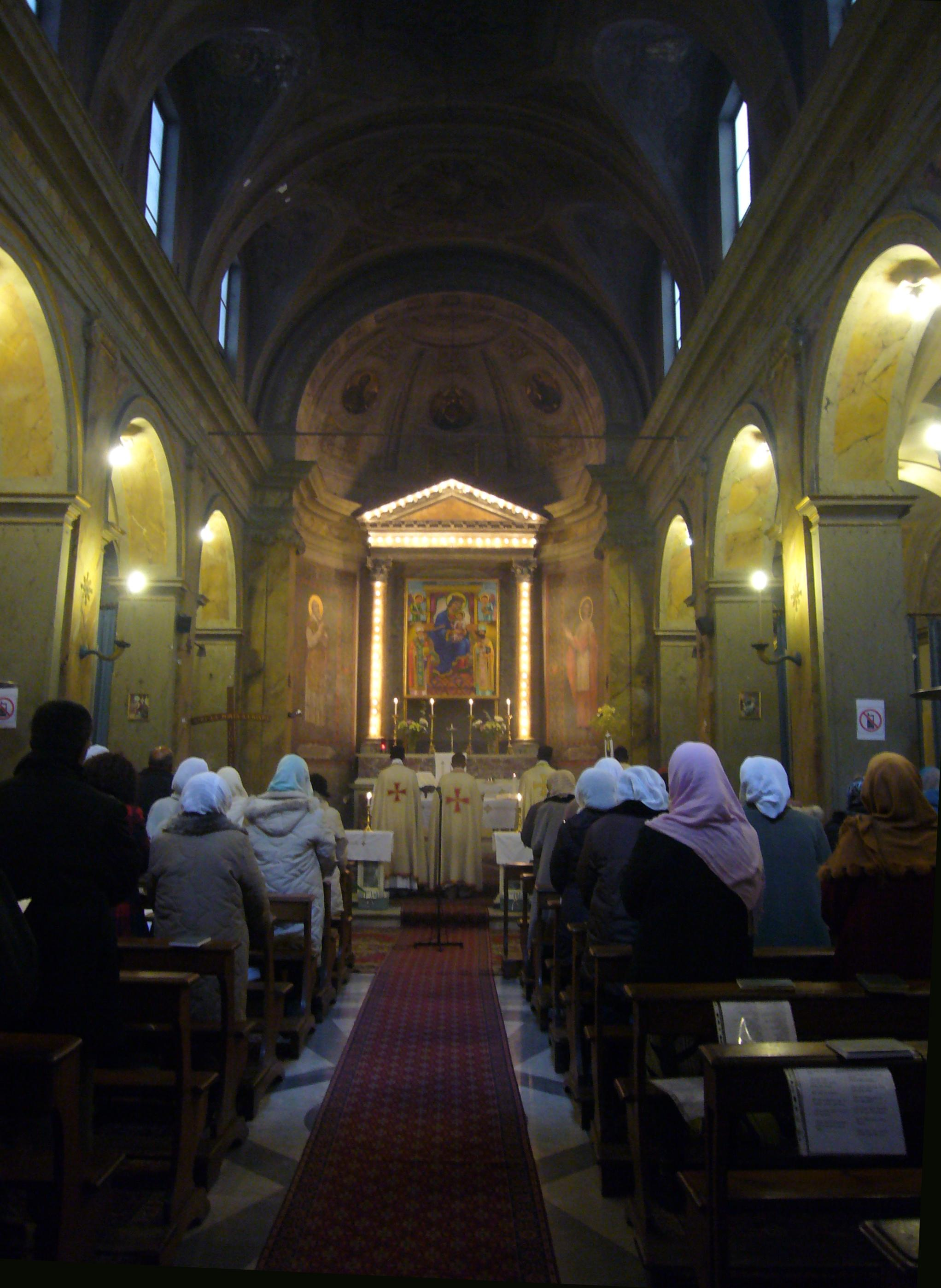
Vista do interior
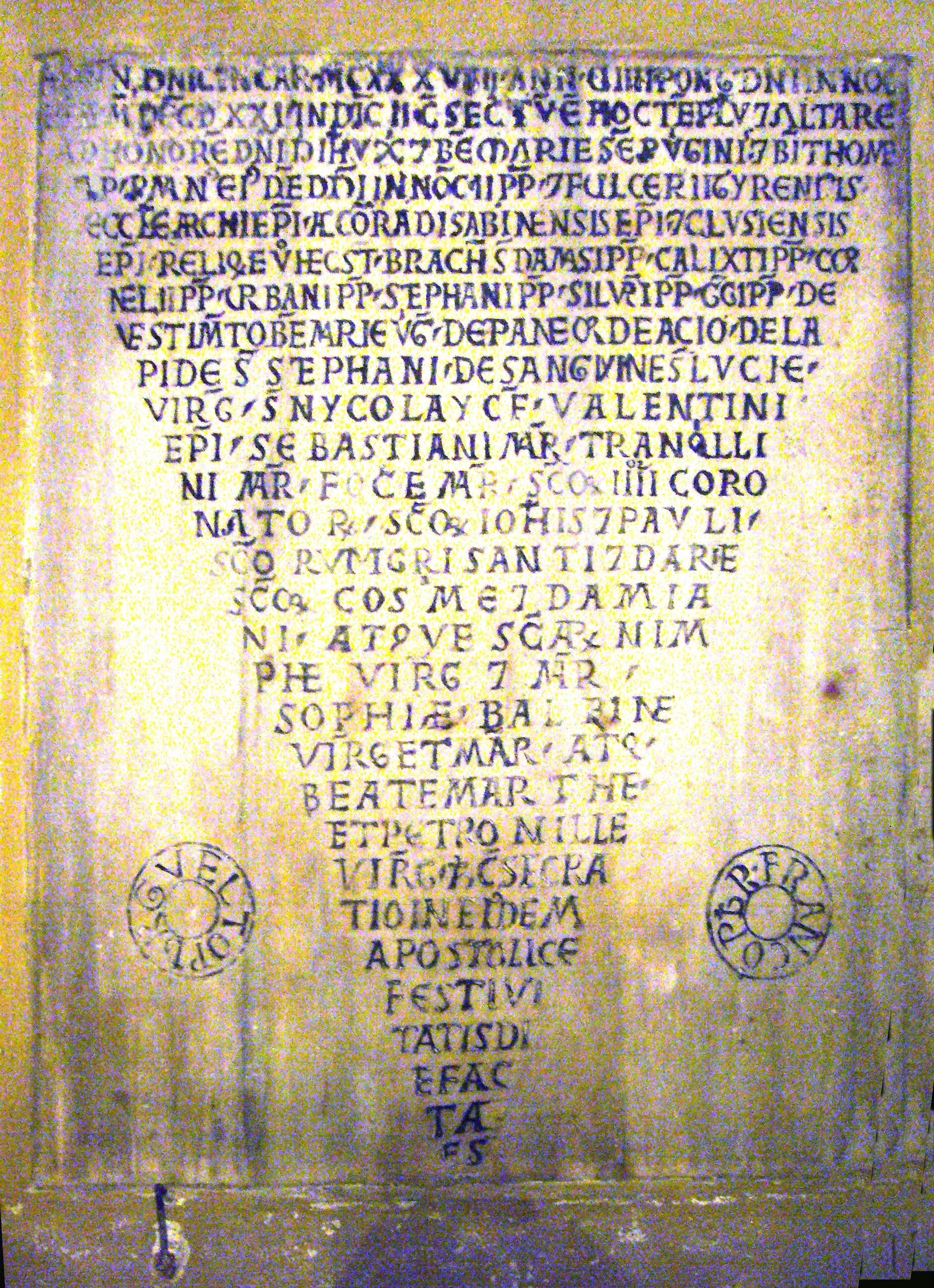
Inscrição de 1139 tratando da reconsagração do papa Inocêncio II e uma lista de relíquias.